# 弦論地景
弦論地景（英語：String theory landscape）是弦論的一項重要概念，反映了所有的物理參數，因此形成充斥著大量維度的地形，如同高山和谷地一般。處在谷地的流形，是屬於稳定真空，也是多維地景的極小值——我們的宇宙即位於此一狀態。

## 概念
因為參數不只一個，我們實際上應把這個真空能量曲線想像成是一個複雜、多維度山脈的剖面，美國史丹佛大學的色斯金將此描述成弦論地景。由於這個多維地景的極小值（球可以停駐的凹陷底部），對應著時空的穩定組態（包括膜與通量），所以稱為穩定真空。

真實的地景只容許兩個獨立的方向（南北向與東西向），而這也是我們所有可以畫出的方向。但是弦論地景因為可以擁有上百個方向，因此遠比真實地景來得複雜。弦論地景的維度不應與世界的真正維度相混淆；每個座標軸所測度的，並非物理空間中的某些位置，而是幾何的某個面向，例如把手的大小或膜的位置等。

## 弦論與多重宇宙
IIB型弦論可對應到F理論，並且可以求得10500個解，亦即有10500種不同組態，各自對應不同的宇宙形式。

地景說即推測：整個宇宙實際上是一團擴張中泡泡裡的泡泡，每層泡泡擁有自己的物理定律。其中僅有極少數的泡泡，適合像星系和生命等複雜結構的形成。我們宇宙便是隨機佔據了某塊谷地，發展出現今萬物。